# 战争的余烬
《战争的余烬：法兰西殖民帝国的灭亡及美国对越南的干预》（英語：Embers of War: The Fall of an Empire and the Making of America's Vietnam）是一本由美国历史学家弗雷德里克·罗格瓦尔创作的关于越南战争起因的书籍，2012年由兰登书屋出版发行，获得了2013年的普利策历史奖和弗朗西斯·帕克曼奖。